# Лапшаур
Лапшаур — село в Базарносызганском районе Ульяновской области России. Административный центр Лапшаурского сельского поселения.

## География
Село Лапшаур находится в 4 км к юго-востоку от районного центра — посёлка Базарный Сызган, на правом берегу реки Сызганки. Высота над уровнем моря 284 м.

## Название
Название села происходит от угро-финских формантов: «лапш» — ровный, плоский,  «ур» — место.

## История
Село основано в начале XVII века вместе Ясачным Сызганом.
В 1780 году, при создании Симбирского наместничества, деревня Старой Сызган Лапшаур тож вошла в состав Канадейского уезда с числом душ ревизских: ясашных крестьян — 93, крещеной мордвы — 27, крещеных башкир — 2, черкас живущих своими домами — 4. В 1796 году — в составе Карсунского уезда Симбирской губернии.
В 1859 году деревня Лапшаур, удельных крестьян, входило во 2-й стан, по левую сторону Пензенской почтовой дороги. В ней жило 732 человека.
На 1913 год деревня Лапшаур входила в состав Базарно-Сызганской волости, имелось: школа, паровая и водяная мельница, жило 774 человека.
В советское время было центром сельсовета.
В 1930 году был создан колхоз им .М. Горького, в 1952 году — в состав колхоза вошёл колхоз «Путь нацмена» (с. Ждамеркино).
10 декабря 2002 года был изменён статус Лапшаура с деревни на село.
С 2005 года — административный центр Лапшаурского сельского поселения.

## Население
| 2010 |
| ---- |
| 449  |

## Инфраструктура
В селе действует: почтовое отделение, начальная школа и СПК «РОДИНА».
Обелиск Славы (1985 г.).